# Bages (Pyrénées-Orientales)
Pour les articles homonymes, voir Bages.
Bages  est une commune française située dans l'est du département des Pyrénées-Orientales, en région Occitanie. Sur le plan historique et culturel, la commune est dans le Roussillon, une ancienne province du royaume de France, qui a existé de 1659 jusqu'en 1790 et qui recouvrait les trois vigueries du Roussillon, du Conflent et de Cerdagne.
Exposée à un climat méditerranéen, elle est drainée par le Réart, l'Agouille de la Mer, le ruisseau du Dilouby et par un autre cours d'eau. La commune possède un patrimoine naturel remarquable composé d'une zone naturelle d'intérêt écologique, faunistique et floristique.
Bages est une commune rurale qui compte 4 519 habitants en 2022, après avoir connu une forte hausse de la population depuis 1962. Elle est dans l'unité urbaine de Bages et fait partie de l'aire d'attraction de Perpignan. Ses habitants sont appelés les Bagéens ou Bagéennes.

## Géographie

### Localisation
La commune de Bages se trouve dans le département des Pyrénées-Orientales, en région Occitanie.
Elle se situe à 10 km à vol d'oiseau de Perpignan, préfecture du département, à 18 km de Céret, sous-préfecture, et à 6 km d'Elne, bureau centralisateur du canton de la Plaine d'Illibéris dont dépend la commune depuis 2015 pour les élections départementales.
La commune fait en outre partie du bassin de vie de Saint-Cyprien.
Les communes les plus proches sont : Montescot (3,0 km), Ortaffa (3,7 km), Saint-Jean-Lasseille (3,7 km), Villeneuve-de-la-Raho (3,8 km), Pollestres (4,3 km), Brouilla (4,4 km), Corneilla-del-Vercol (4,9 km), Banyuls-dels-Aspres (5,1 km).
Sur le plan historique et culturel, Bages fait partie de l'ancienne province du Roussillon, qui a existé de 1659 jusqu'à la création du département des Pyrénées-Orientales en 1790 et qui recouvrait les trois vigueries du Roussillon, du Conflent et de Cerdagne.

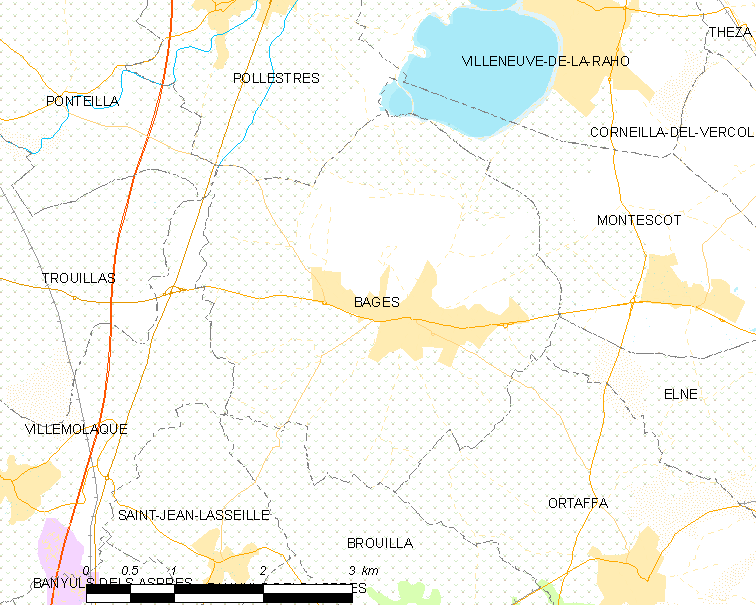
Situation de la commune de Bages.

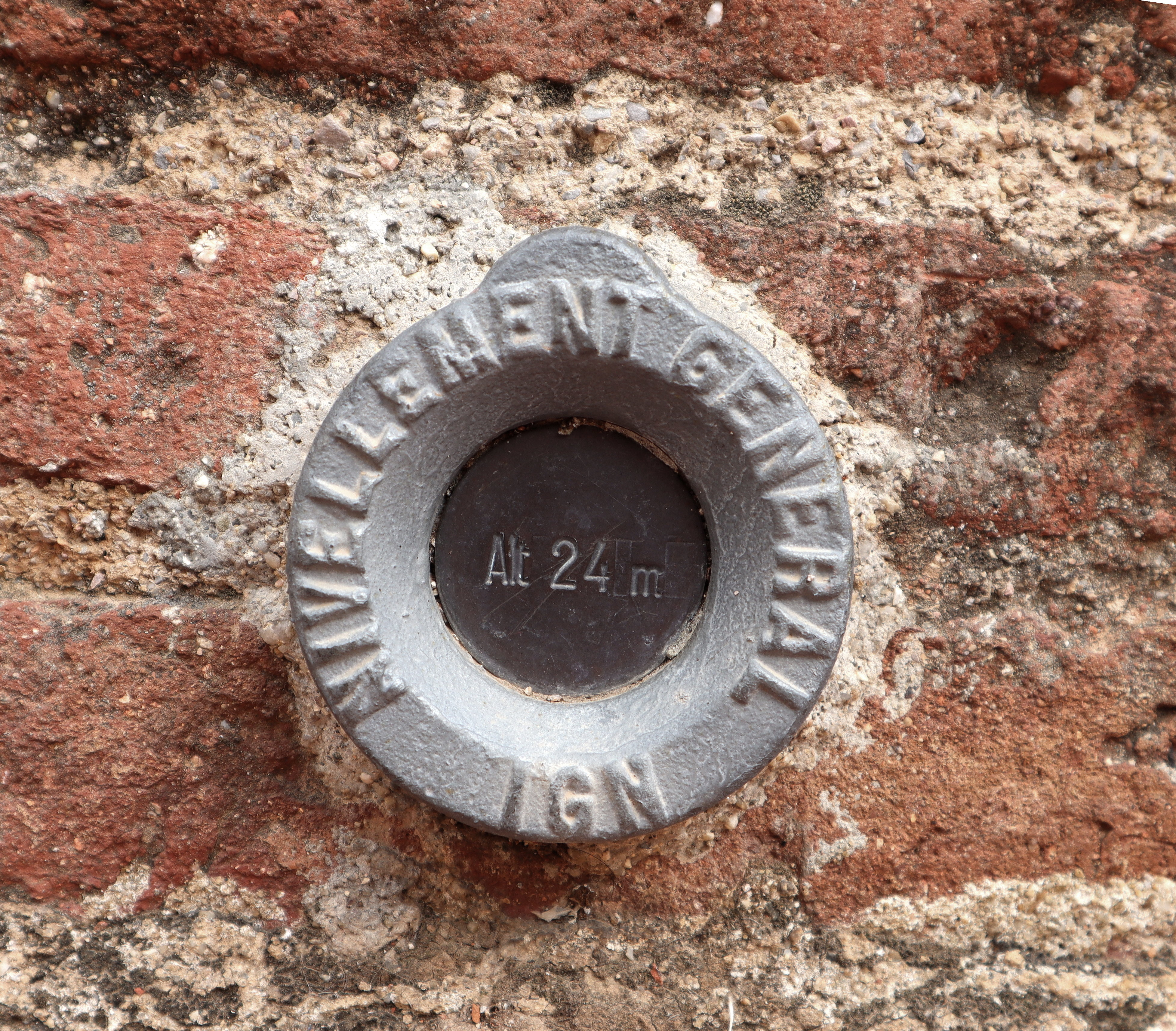
Repère du nivellement général de la France (24 m) du réseau Bourdalouë, au pied du clocher de l'église.

| Ponteilla                                 | Pollestres | Montescot |
| Villemolaque                              | Bages      | Elne      |
| Saint-Jean-Lasseille (par un quadripoint) | Brouilla   | Ortaffa   |

### Géologie
L'altitude de la commune varie entre 14 et 91 mètres. Le centre du village est à une altitude de 18 m.
La commune est classée en zone de sismicité 3, correspondant à une sismicité modérée.

### Hydrographie
Au Moyen Âge, la localité de Bages, située au fond d'une cuvette, était entourée de trois zones marécageuses dont l'assèchement fut entamé à la fin du XIIe siècle par les Templiers de la Commanderie du Mas Deu. L'Agulla de la Mar, qui traverse encore le nord de la commune d'ouest en est, est un des anciens canaux d'assèchement de l'ancien étang de Bages (stagnum de Bagis en 1204). Il afflue dans l'étang de Canet-Saint-Nazaire, à proximité de la mer. Juste au nord du village, se trouvait également le petit étang de Bajoles (stagnum Baiolas en 928), qui recevait les eaux du Córrec del Diluvi. Il a aussi disparu, laissant son nom à un lieu-dit.

### Climat
Pour des articles plus généraux, voir Climat de l'Occitanie et Climat des Pyrénées-Orientales.
En 2010, le climat de la commune est de type climat méditerranéen franc, selon une étude du CNRS s'appuyant sur une série de données couvrant la période 1971-2000. En 2020, Météo-France publie une typologie des climats de la France métropolitaine dans laquelle la commune est exposée à un climat méditerranéen et est dans la région climatique Provence, Languedoc-Roussillon, caractérisée par une pluviométrie faible en été, un très bon ensoleillement (2 600 h/an), un été chaud (21,5 °C), un air très sec en été, sec en toutes saisons, des vents forts (fréquence de 40 à 50 % de vents > 5 m/s) et peu de brouillards.
Pour la période 1971-2000, la température annuelle moyenne est de 15 °C, avec une amplitude thermique annuelle de 15,6 °C. Le cumul annuel moyen de précipitations est de 660 mm, avec 5 jours de précipitations en janvier et 2,9 jours en juillet. Pour la période 1991-2020, la température moyenne annuelle observée sur la station météorologique la plus proche, située sur la commune de Perpignan à 10 km à vol d'oiseau, est de 16,0 °C et le cumul annuel moyen de précipitations est de 578,3 mm,. Pour l'avenir, les paramètres climatiques de la commune estimés pour 2050 selon différents scénarios d’émission de gaz à effet de serre sont consultables sur un site dédié publié par Météo-France en novembre 2022.

### Milieux naturels et biodiversité

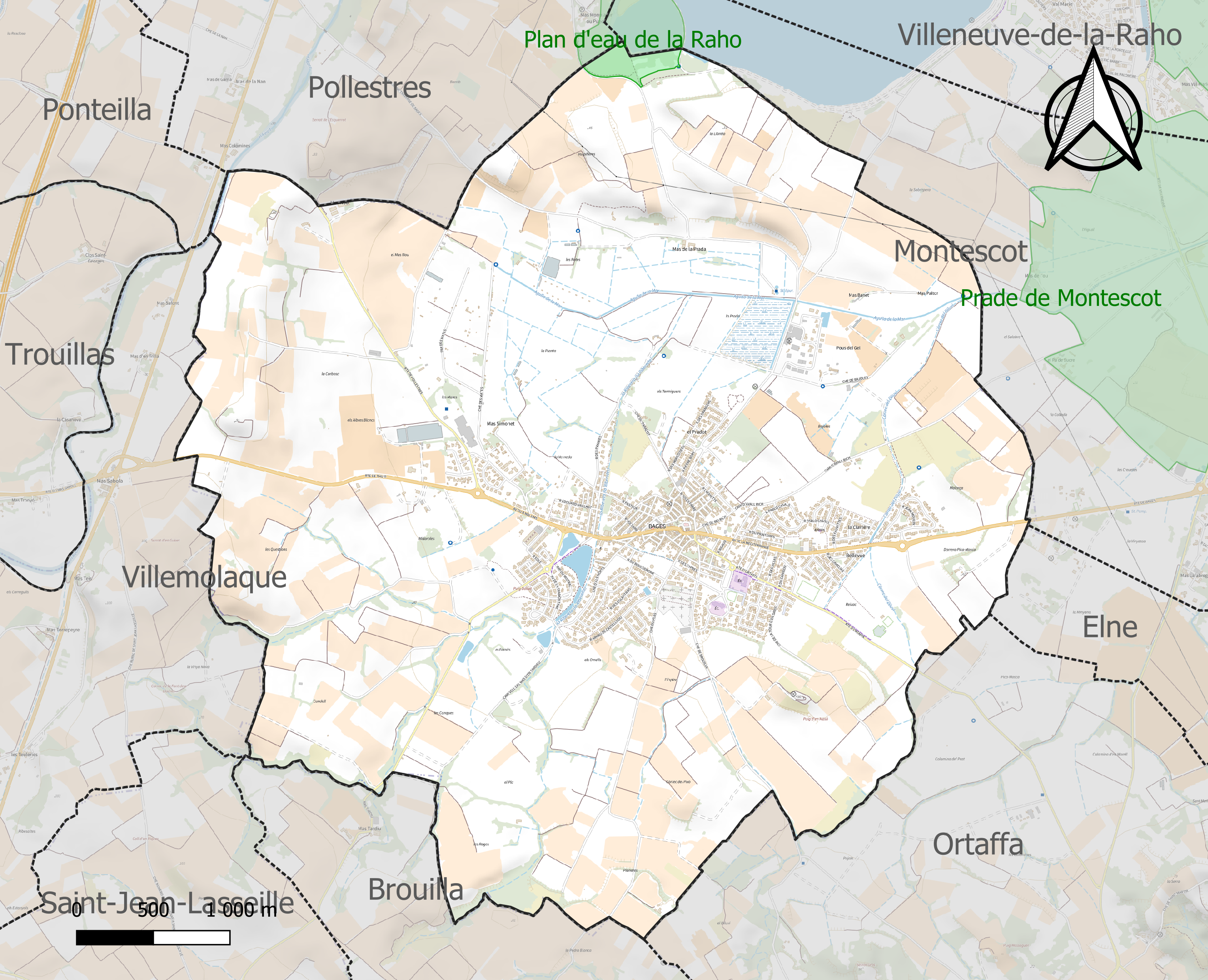
Carte de la ZNIEFF de type 1 localisée sur la commune.

L’inventaire des zones naturelles d'intérêt écologique, faunistique et floristique (ZNIEFF) a pour objectif de réaliser une couverture des zones les plus intéressantes sur le plan écologique, essentiellement dans la perspective d’améliorer la connaissance du patrimoine naturel national et de fournir aux différents décideurs un outil d’aide à la prise en compte de l’environnement dans l’aménagement du territoire.
Une ZNIEFF de type 1 est recensée sur la commune : le « plan d'eau de la Raho » (20 ha), couvrant 3 communes du département.

## Urbanisme

### Typologie
Au 1er janvier 2024, Bages est catégorisée bourg rural, selon la nouvelle grille communale de densité à sept niveaux définie par l'Insee en 2022.
Elle appartient à l'unité urbaine de Bages, une unité urbaine monocommunale constituant une ville isolée,. Par ailleurs la commune fait partie de l'aire d'attraction de Perpignan, dont elle est une commune de la couronne,. Cette aire, qui regroupe 118 communes, est catégorisée dans les aires de 200 000 à moins de 700 000 habitants,.

### Occupation des sols
L'occupation des sols de la commune, telle qu'elle ressort de la base de données européenne d’occupation biophysique des sols Corine Land Cover (CLC), est marquée par l'importance des territoires agricoles (88,3 % en 2018), en diminution par rapport à 1990 (92,2 %). La répartition détaillée en 2018 est la suivante : cultures permanentes (66,3 %), zones agricoles hétérogènes (22 %), zones urbanisées (11,6 %), zones industrielles ou commerciales et réseaux de communication (0,1 %). L'évolution de l’occupation des sols de la commune et de ses infrastructures peut être observée sur les différentes représentations cartographiques du territoire : la carte de Cassini (XVIIIe siècle), la carte d'état-major (1820-1866) et les cartes ou photos aériennes de l'IGN pour la période actuelle (1950 à aujourd'hui).

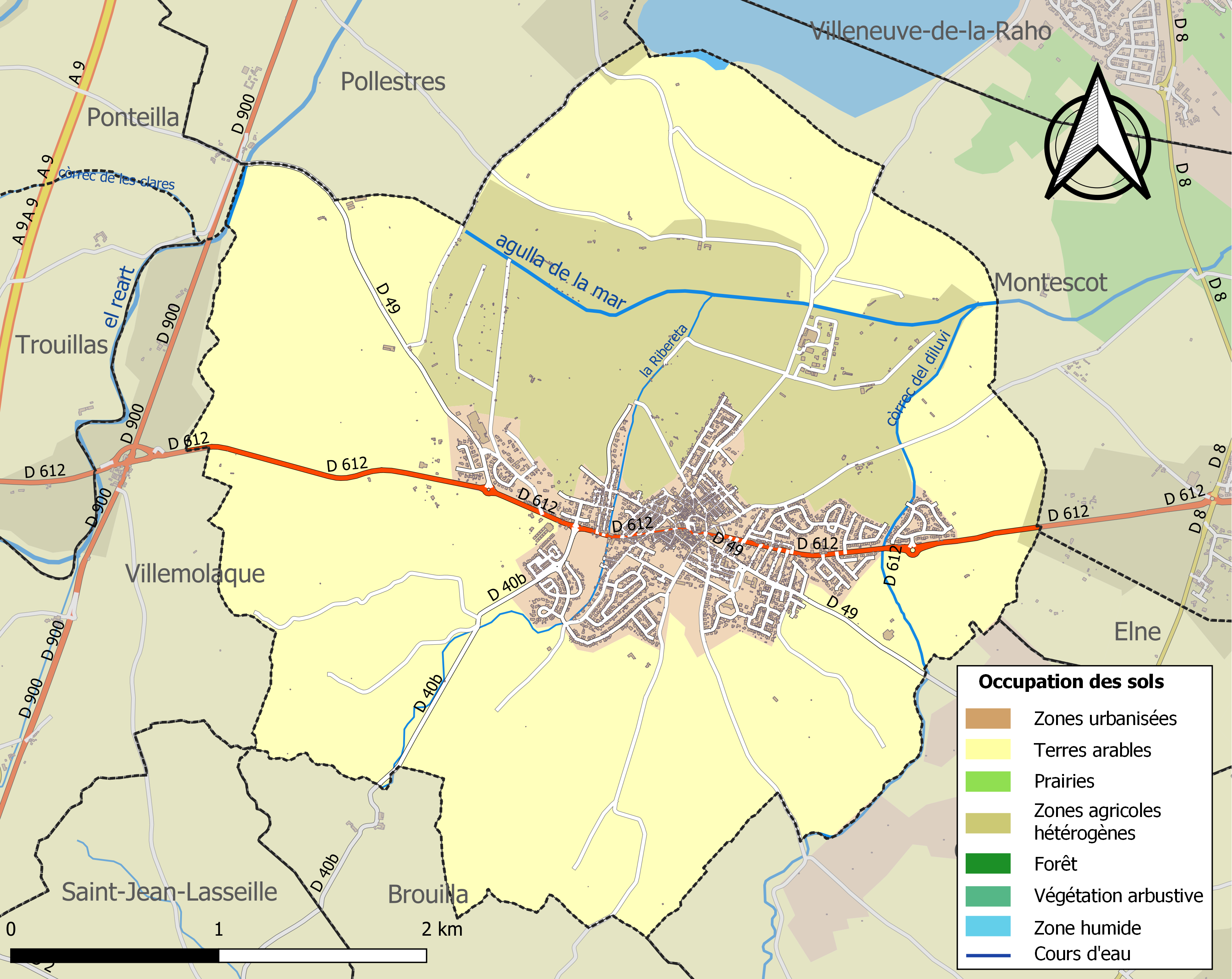
Carte des infrastructures et de l'occupation des sols de la commune en 2018 (CLC).

### Voies de communication et transports
La ligne 544 du réseau liO relie la commune à Millas et à Saint-Cyprien, et la ligne 573 relie la commune à gare de Perpignan depuis Brouilla.

### Risques majeurs
Le territoire de la commune de Bages est vulnérable à différents aléas naturels : inondations, climatiques (grand froid ou canicule), mouvements de terrains et séisme (sismicité modérée). Il est également exposé à un risque technologique, le transport de matières dangereuses,.

#### Risques naturels
Certaines parties du territoire communal sont susceptibles d’être affectées par le risque d’inondation par crue torrentielle de cours d'eau du bassin du Réart.
Les mouvements de terrains susceptibles de se produire sur la commune sont soit des mouvements liés au retrait-gonflement des argiles, soit des glissements de terrains. Une cartographie nationale de l'aléa retrait-gonflement des argiles permet de connaître les sols argileux ou marneux susceptibles vis-à-vis de ce phénomène.

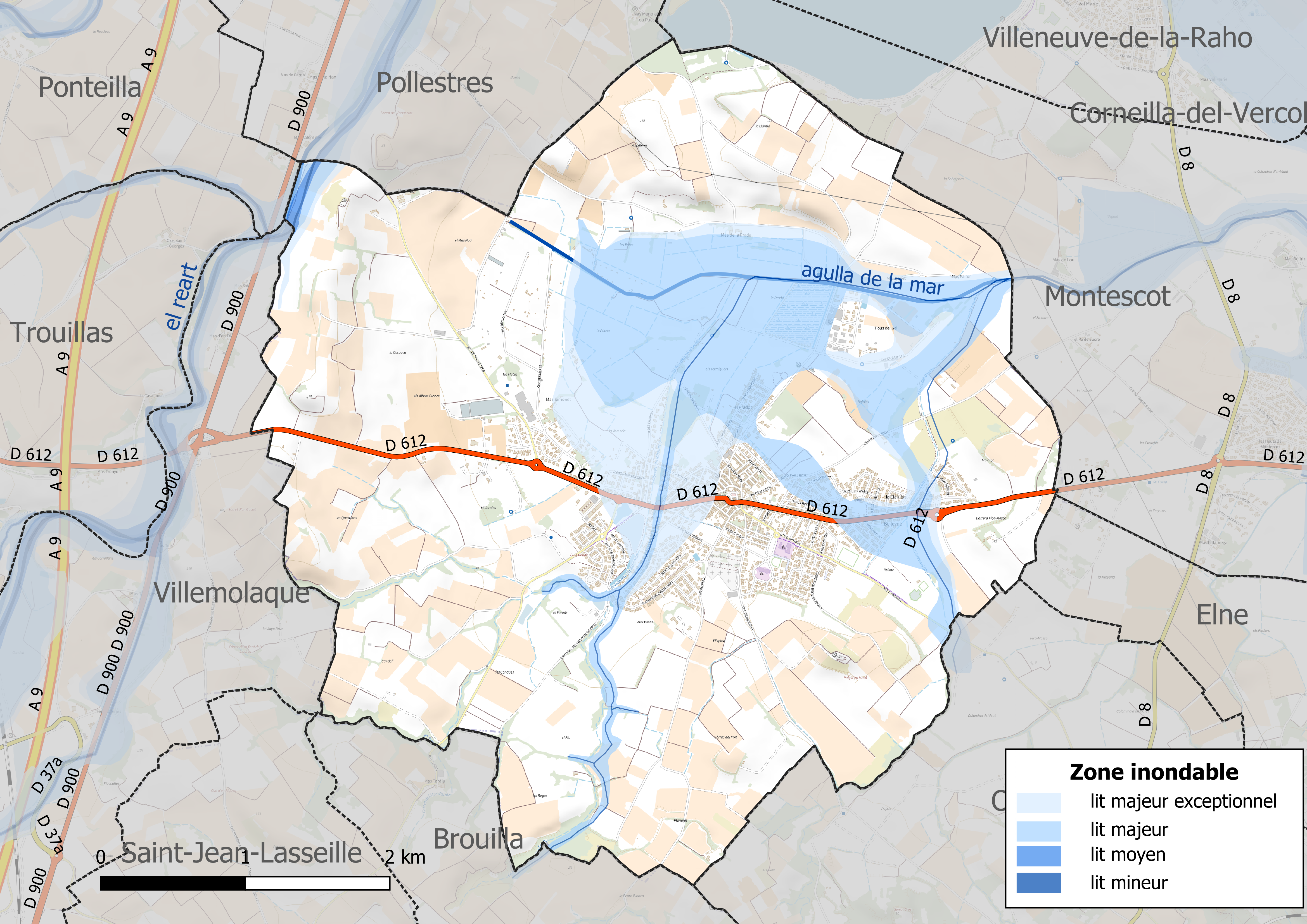
Carte des zones inondables.
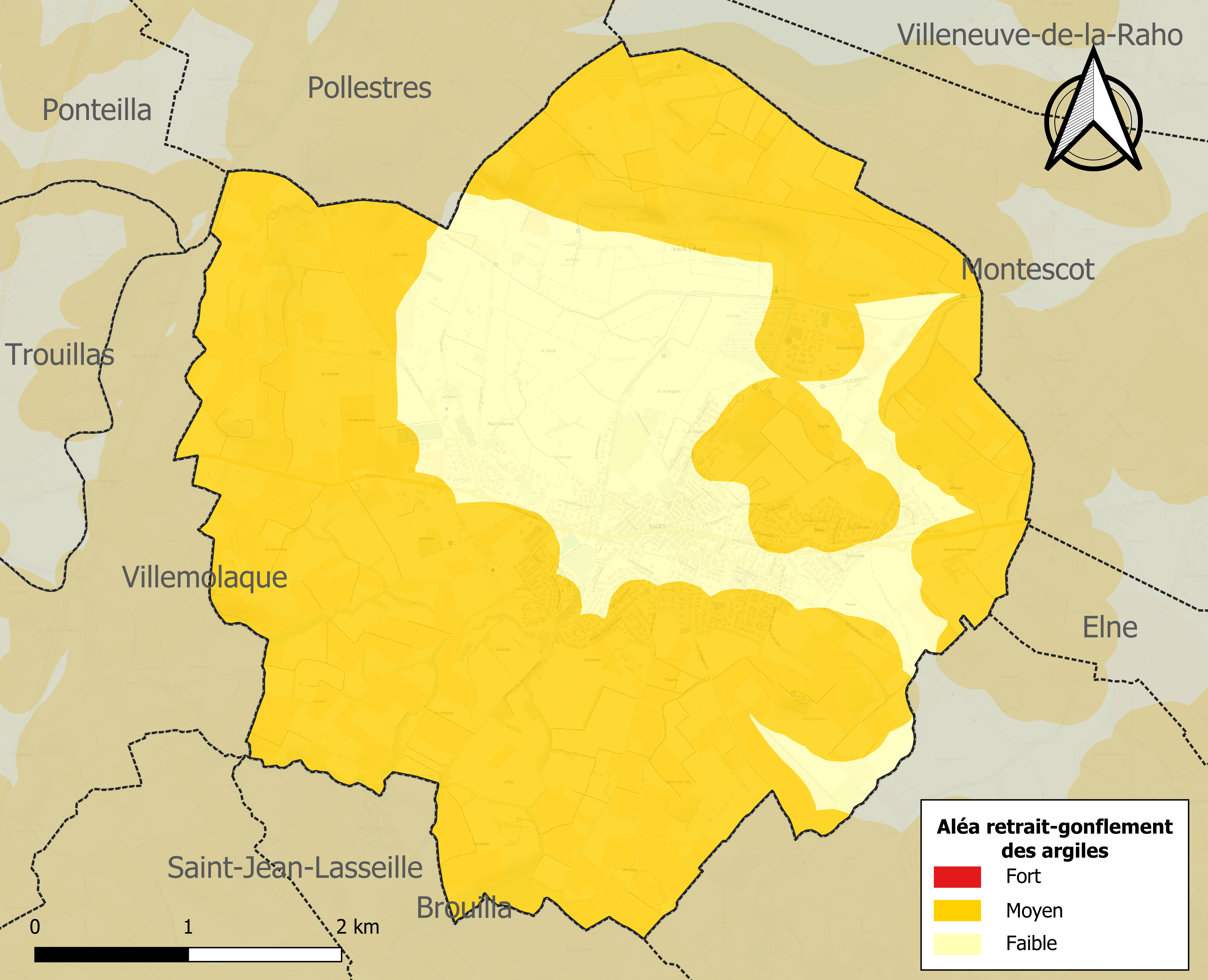
Carte des zones d'aléa retrait-gonflement des argiles.

#### Risques technologiques
Le risque de transport de matières dangereuses sur la commune est lié à sa traversée par une canalisation de transport de gaz. Un accident se produisant sur une telle infrastructure est en effet susceptible d’avoir des effets graves au bâti ou aux personnes jusqu’à 350 m, selon la nature du matériau transporté. Des dispositions d’urbanisme peuvent être préconisées en conséquence.

## Toponymie
Formes du nom
Bages est citée en 922 sous le nom de Baias, puis de Bages dès 981. On retrouve également au Xe siècle la forme stagno Baiolas, puis Bajas et Bagis au XIe siècle et enfin Bages à partir du XIIe siècle.
En catalan, le nom de la commune est Bages.  La forme moderne pour le distinguer de ses homonymes est Bages de Rosselló.
Étymologie
Le toponyme Bages, peut-être d'origine pré-latine ou ibère, indique la présence d'un bas-fond marécageux, en l'occurrence l'étang de Bages qui ne fut commencé à être asséché qu'à partir du XIIe siècle, pour disparaître complètement en 1820.

## Histoire

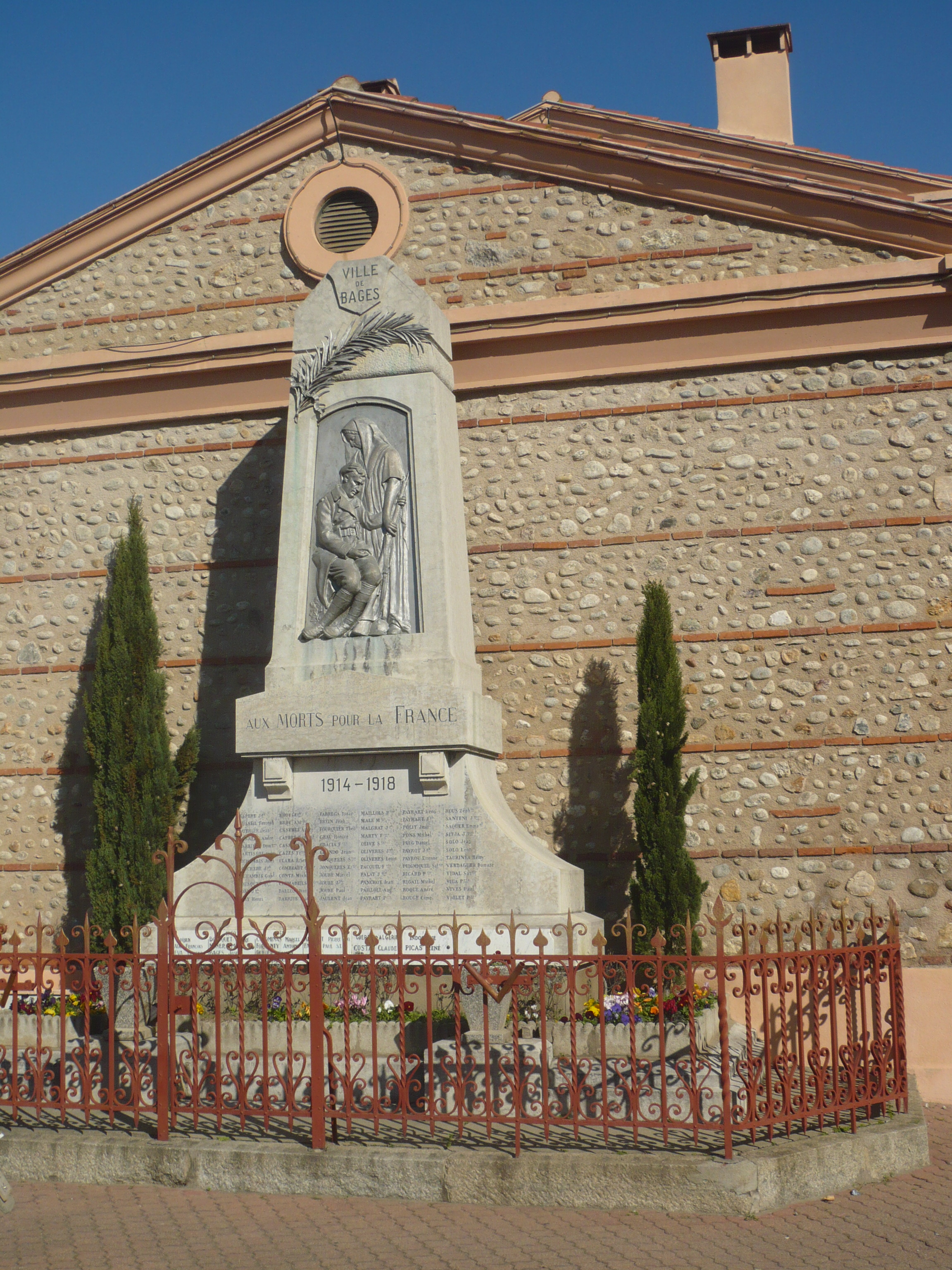
Le monument aux morts.

Des vestiges d'habitation romaines datées du Ier au IIIe siècle ont été trouvés dans le secteur nord-ouest du territoire de Bages, au Mas Nou et à Vulpilleres.
Au XIIe siècle, Bages abritait l'un des cinq dignitaires du chapitre d'Elne, qui possédait des Palau e casa (château et maison). Les quatre autres habitaient à Baixas, Elne, Saleilles et Trouillas.
Siège d'une seigneurie laïque, Bages est intégrée au marquisat d'Oms en 1767.
Le 1er janvier 2014, la communauté de communes du secteur d'Illibéris est dissoute et intégrée dans la communauté de communes des Albères et de la Côte Vermeille, intégrant de fait Bages.

## Politique et administration

### Canton
En 1790 la commune de Bages est incluse dans le canton d'Elne au sein du district de Perpignan. Elle est rattachée au canton de Thuir en 1801, puis revient au canton d'Elne en 1985, qu'elle ne quitte plus par la suite,. À compter des élections départementales de 2015, la commune de Bages rejoint le nouveau canton de la Plaine d'Illibéris.

### Liste des maires
| Période        | Période        | Identité             | Étiquette    | Qualité                               |
| -------------- | -------------- | -------------------- | ------------ | ------------------------------------- |
|                |                |                      |              |                                       |
| 1945           | 1948           | Joseph Fabréga-Gauze | SFIO         | Agriculteur                           |
| 1948           | 1958           | Robert Bassède       |              |                                       |
| 1958           | 1959           | Maurice Bertrand     |              |                                       |
| mars 1959      | mars 1983      | François Ricard      | SFIO puis PS | Instituteur et directeur d'école      |
| mars 1983      | juin 1995      | Jean-Claude Madrénas | UDF-CDS      |                                       |
| juin 1995      | 3 juillet 2020 | Serge Soubielle      | DVD          | Professeur technique                  |
| 3 juillet 2020 | En cours       | Marie Cabrera        | SE-DVG       | Technicienne de laboratoire retraitée |

## Population et société

### Démographie

#### Démographie ancienne

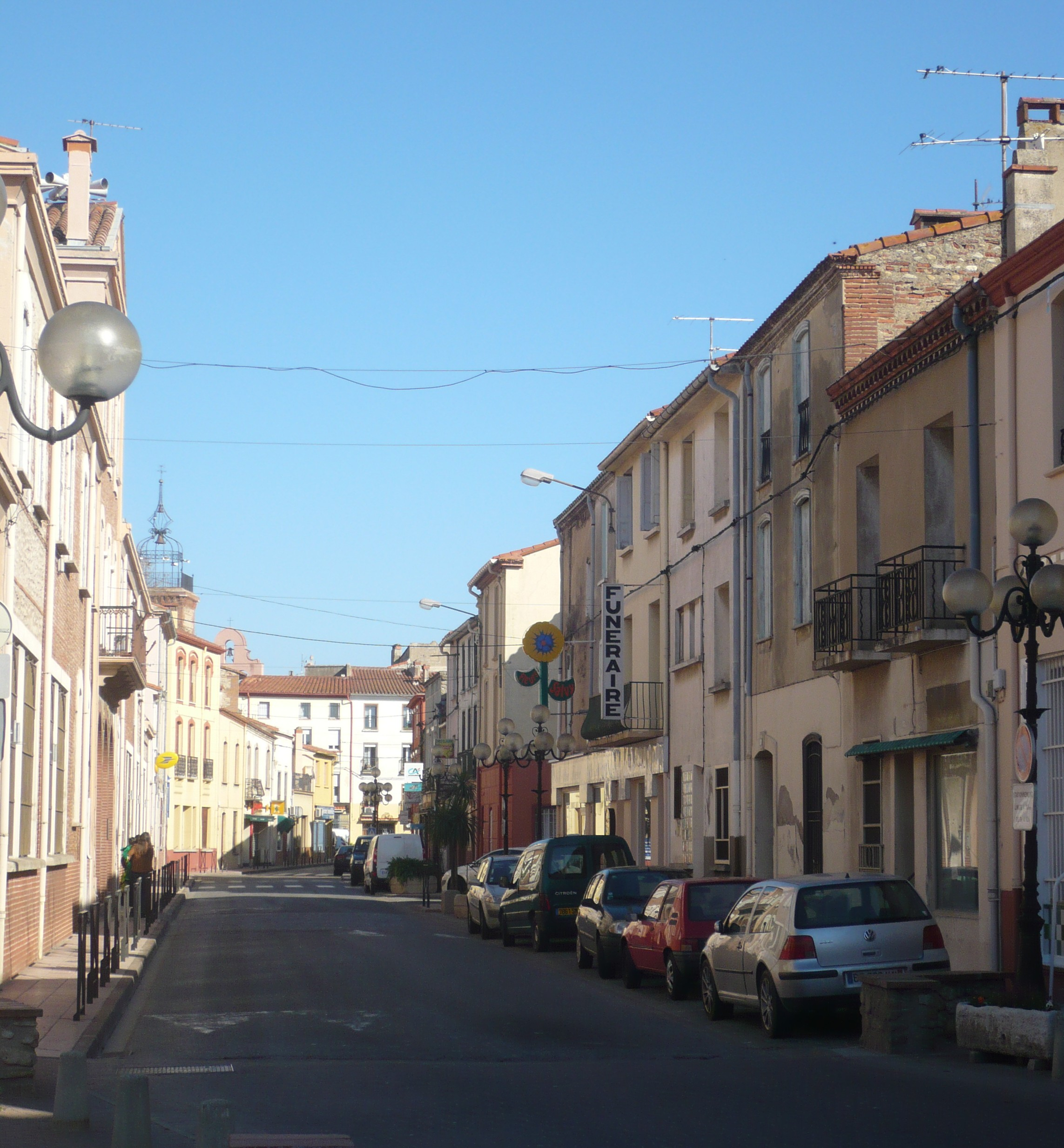
L'avenue Jean-Jaurès.

La population est exprimée en nombre de feux (f) ou d'habitants (H).
| 1358 | 1365 | 1378 | 1470 | 1515 | 1553 | 1643 | 1709 | 1720 |
| ---- | ---- | ---- | ---- | ---- | ---- | ---- | ---- | ---- |
| 6 f  | 65 f | 46 f | 36 f | 36 f | 28 f | 20 f | 76 f | 59 f |

| 1730 | 1767  | 1774 | 1789 | 1790  | - | - | - | - |
| ---- | ----- | ---- | ---- | ----- | - | - | - | - |
| 63 f | 246 H | 63 f | 80 f | 105 H | - | - | - | - |

Notes :
- 1358 : pour Reart ;
- 1365 : dont 10 feux pour Reart ;
- 1378 : dont 3 feux pour Reart.

#### Démographie contemporaine
L'évolution du nombre d'habitants est connue à travers les recensements de la population effectués dans la commune depuis 1793. Pour les communes de moins de 10 000 habitants, une enquête de recensement portant sur toute la population est réalisée tous les cinq ans, les populations de référence des années intermédiaires étant quant à elles estimées par interpolation ou extrapolation. Pour la commune, le premier recensement exhaustif entrant dans le cadre du nouveau dispositif a été réalisé en 2008.

En 2022, la commune comptait 4 519 habitants, en évolution de +9,45 % par rapport à 2016 (Pyrénées-Orientales : +3,92 %, France hors Mayotte : +2,11 %).
| 1793 | 1800 | 1806 | 1821 | 1831 | 1836 | 1841 | 1846 | 1851 |
| ---- | ---- | ---- | ---- | ---- | ---- | ---- | ---- | ---- |
| 206  | 231  | 290  | 388  | 496  | 546  | 541  | 622  | 602  |

| 1856 | 1861 | 1866 | 1872 | 1876  | 1881  | 1886  | 1891  | 1896  |
| ---- | ---- | ---- | ---- | ----- | ----- | ----- | ----- | ----- |
| 726  | 784  | 821  | 821  | 1 076 | 1 345 | 1 477 | 1 711 | 2 010 |

| 1901  | 1906  | 1911  | 1921  | 1926  | 1931  | 1936  | 1946  | 1954  |
| ----- | ----- | ----- | ----- | ----- | ----- | ----- | ----- | ----- |
| 2 223 | 2 106 | 1 993 | 1 803 | 1 731 | 1 682 | 1 703 | 1 615 | 1 640 |

| 1962  | 1968  | 1975  | 1982  | 1990  | 1999  | 2006  | 2008  | 2013  |
| ----- | ----- | ----- | ----- | ----- | ----- | ----- | ----- | ----- |
| 1 755 | 1 900 | 2 145 | 2 711 | 3 317 | 3 328 | 3 723 | 3 834 | 3 987 |

| 2018  | 2022  | - | - | - | - | - | - | - |
| ----- | ----- | - | - | - | - | - | - | - |
| 4 220 | 4 519 | - | - | - | - | - | - | - |

| selon la population municipale des années : | 1968 | 1975 | 1982 | 1990 | 1999 | 2006 | 2009 | 2013 |
| Rang de la commune dans le département      | 28   | 25   | 25   | 22   | 29   | 28   | 27   | 27   |
| Nombre de communes du département           | 232  | 217  | 220  | 225  | 226  | 226  | 226  | 226  |

### Enseignement
La ville comporte une école maternelle publique, d'un effectif de 142 élèves (2016) et une école élémentaire publique, d'un effectif de 226 élèves (2016). Pour les collégiens, il faut se rendre à Elne.

### Manifestations culturelles et festivités
- Fête patronale : 30 novembre pour la saint Gaudérique[44] ;
- Fête communale : 17 octobre pour la saint André[44] ;
- Le festival médiéval de Bages a lieu chaque année en août et réunit une cinquantaine d'animateurs et un marché médiéval ;
- Bal des sapeurs pompiers, au profit des orphelins des sapeurs pompiers ;
- Fête de la bière, en partenariat avec la ville allemande de Niederstotzingen, avec qui Bages est jumelée, en octobre.

### Sports
Nombreux clubs sportifs : rugby (USBV), judo, musculation, foot et, depuis la création de la Halle au sport Louis Noguères, badminton, handball, basket et tennis.
Rugby AS Bages
- Finaliste de la coupe junior Frantz Reichel en 1970, battu par le Racing Club de France 6 à 16.
- Co-champion de France de la coupe junior Frantz Reichel1971.

Lors de ces 2 finales, Jean-François Imbernon tenait la place de 2e ligne à l'AS Bages.

## Économie

### Revenus
En 2018, la commune compte 1 989 ménages fiscaux, regroupant 4 399 personnes. La médiane du revenu disponible par unité de consommation est de 20 600 € (19 350 € dans le département). 45 % des ménages fiscaux sont imposés (42,1 % dans le département).

### Emploi
|                | 2008   | 2013   | 2018   |
| -------------- | ------ | ------ | ------ |
| Commune        | 9 %    | 12,4 % | 12 %   |
| Département    | 10,3 % | 12,9 % | 13,3 % |
| France entière | 8,3 %  | 10 %   | 10 %   |

En 2018, la population âgée de 15 à 64 ans s'élève à 2 484 personnes, parmi lesquelles on compte 74,7 % d'actifs (62,7 % ayant un emploi et 12 % de chômeurs) et 25,3 % d'inactifs,. Depuis 2008, le taux de chômage communal (au sens du recensement) des 15-64 ans est inférieur à celui du département, mais supérieur à celui de la France.
La commune fait partie de la couronne de l'aire d'attraction de Perpignan, du fait qu'au moins 15 % des actifs travaillent dans le pôle,. Elle compte 493 emplois en 2018, contre 510 en 2013 et 467 en 2008. Le nombre d'actifs ayant un emploi résidant dans la commune est de 1 573, soit un indicateur de concentration d'emploi de 31,4 % et un taux d'activité parmi les 15 ans ou plus de 53,8 %.
Sur ces 1 573 actifs de 15 ans ou plus ayant un emploi, 288 travaillent dans la commune, soit 18 % des habitants. Pour se rendre au travail, 89,4 % des habitants utilisent un véhicule personnel ou de fonction à quatre roues, 1,4 % les transports en commun, 6,4 % s'y rendent en deux-roues, à vélo ou à pied et 2,8 % n'ont pas besoin de transport (travail au domicile).

### Activités hors agriculture

#### Secteurs d'activités
282 établissements sont implantés à Bages au 31 décembre 2019. Le tableau ci-dessous en détaille le nombre par secteur d'activité et compare les ratios avec ceux du département,.
| Secteur d'activité                                                                                        | Commune | Commune | Département |
| Secteur d'activité                                                                                        | Nombre  | %       | %           |
| --- | ------- | ------- | ----------- |
| Ensemble                                                                                                  | 282     | 100 %   | (100 %)     |
| Industrie manufacturière, industries extractives et autres                                                | 19      | 6,7 %   | (8,7 %)     |
| Construction                                                                                              | 82      | 29,1 %  | (14,3 %)    |
| Commerce de gros et de détail, transports, hébergement et restauration                                    | 53      | 18,8 %  | (30,5 %)    |
| Information et communication                                                                              | 7       | 2,5 %   | (1,9 %)     |
| Activités financières et d'assurance                                                                      | 8       | 2,8 %   | (3 %)       |
| Activités immobilières                                                                                    | 11      | 3,9 %   | (6,2 %)     |
| Activités spécialisées, scientifiques et techniques et activités de services administratifs et de soutien | 28      | 9,9 %   | (13 %)      |
| Administration publique, enseignement, santé humaine et action sociale                                    | 51      | 18,1 %  | (13,9 %)    |
| Autres activités de services                                                                              | 23      | 8,2 %   | (8,5 %)     |

Le secteur de la construction est prépondérant sur la commune puisqu'il représente 29,1 % du nombre total d'établissements de la commune (82 sur les 282 entreprises implantées à Bages), contre 14,3 % au niveau départemental.

#### Entreprises et commerces
Les cinq entreprises ayant leur siège social sur le territoire communal qui génèrent le plus de chiffre d'affaires en 2020 sont :
- Pro.sain - Cepad Production*, fabrication de plats préparés (23 509 k€)
- Air Electricite Climatisation, travaux d'installation électrique dans tous locaux (1 525 k€)
- Les Clotures Du Midi, autres travaux d'installation n.c.a. (567 k€)
- TLmo, commerce d'alimentation générale (530 k€)
- L R Construction, travaux de menuiserie bois et PVC (464 k€)

L'entreprise Prosain spécialisée dans la fabrication de conserves biologiques de fruits et légumes, de plats cuisinés, de jus de fruits santé et de pâtes de fruits est implantée à Bages depuis 1968. Il y a également trois boulangeries, un restaurant, trois coiffeurs, des médecins, une ostéopathe, une librairie, un fleuriste et une supérette.

### Agriculture
La commune est dans la « plaine du Roussillon », une petite région agricole occupant la bande côtière et une grande partie centrale du département des Pyrénées-Orientales. En 2020, l'orientation technico-économique de l'agriculture sur la commune est la culture de fruits ou d'autres cultures permanentes.
|               | 1988  | 2000 | 2010 | 2020 |
| ------------- | ----- | ---- | ---- | ---- |
| Exploitations | 133   | 80   | 47   | 28   |
| SAU (ha)      | 1 116 | 895  | 532  | 291  |

Le nombre d'exploitations agricoles en activité et ayant leur siège dans la commune est passé de 133 lors du recensement agricole de 1988 à 80 en 2000 puis à 47 en 2010 et enfin à 28 en 2020, soit une baisse de 79 % en 32 ans. Le même mouvement est observé à l'échelle du département qui a perdu pendant cette période 73 % de ses exploitations,. La surface agricole utilisée sur la commune a également diminué, passant de 1116 ha en 1988 à 291 ha en 2020. Parallèlement la surface agricole utilisée moyenne par exploitation a augmenté, passant de 8 à 10 ha.

## Culture locale et patrimoine

### Monuments et lieux touristiques
- L'église Saint-André de Bages ;
- Église Saint-Jean de Reart ;
- La Casa Carrère : la construction de cette maison particulière, entamée en 1954, prend une vingtaine d'années ; de 1991 à 2002, elle abrite le musée d'art naïf[51] ;
- Les collections de l'ancien Musée d'art naïf de Bages ont été transmises en 2004 au Musée international d'art naïf de Vicq (Yvelines)[52],[53] ;
- L'ancienne cella du monastère de Saint-Jean de Réart se trouvait au nord-ouest du village, on y trouve encore les ruines du château de Réart[9] ;
- Un puits à glace (Pou de Gel) se trouvait près de l'ancien étang de Bajoles et a laissé son nom à un lieu-dit[9].

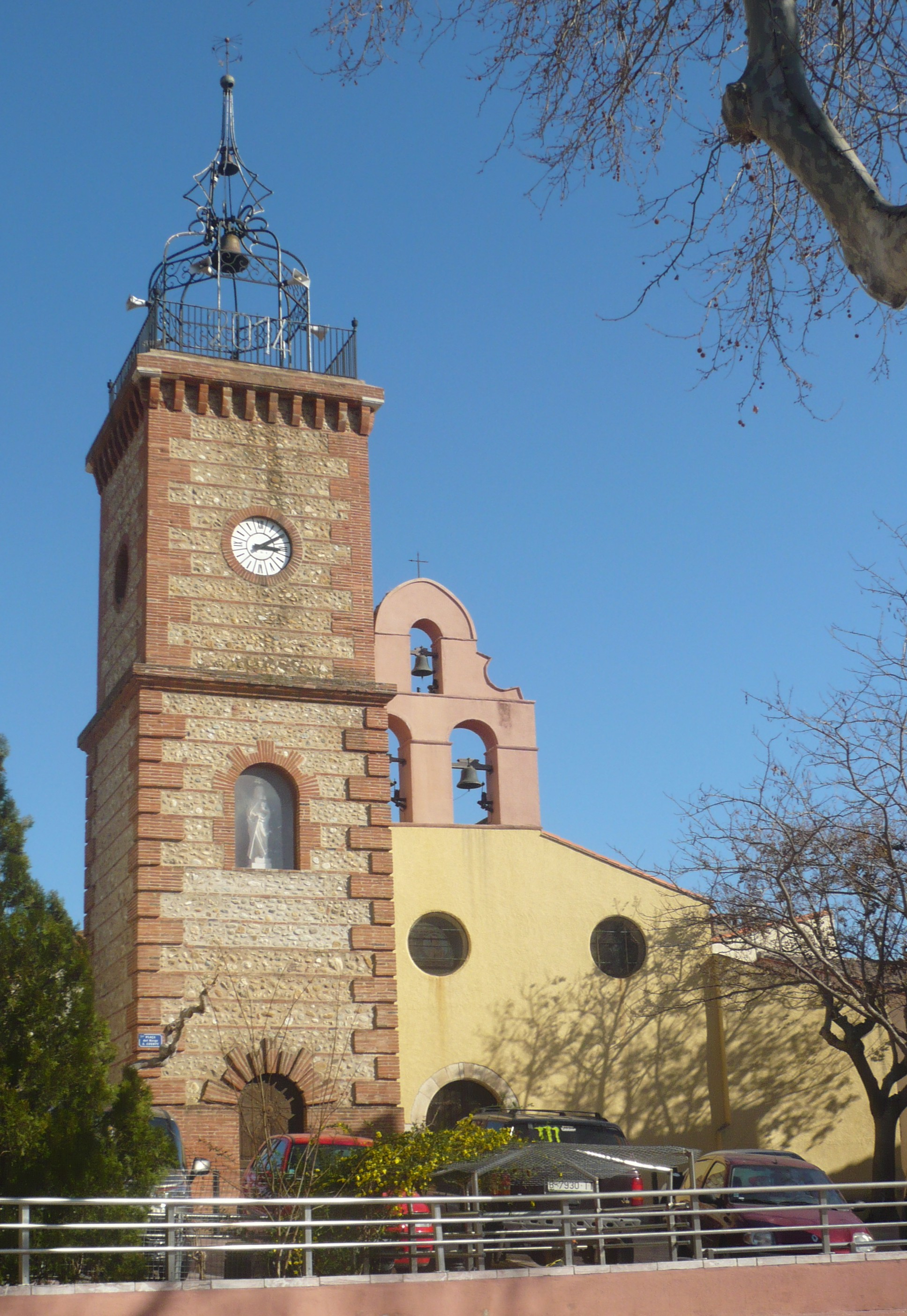
L'église Saint-André.
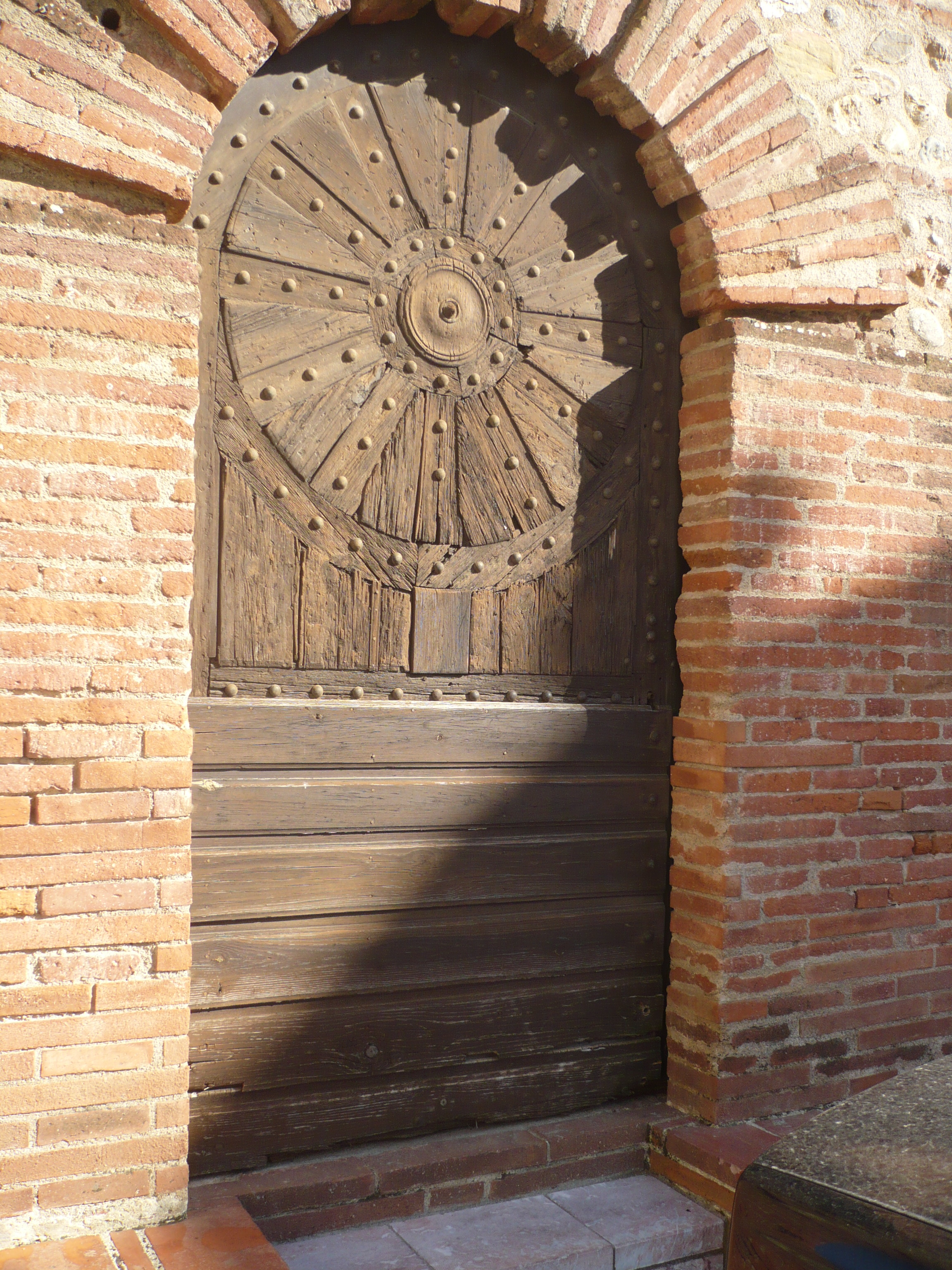
La porte du clocher.
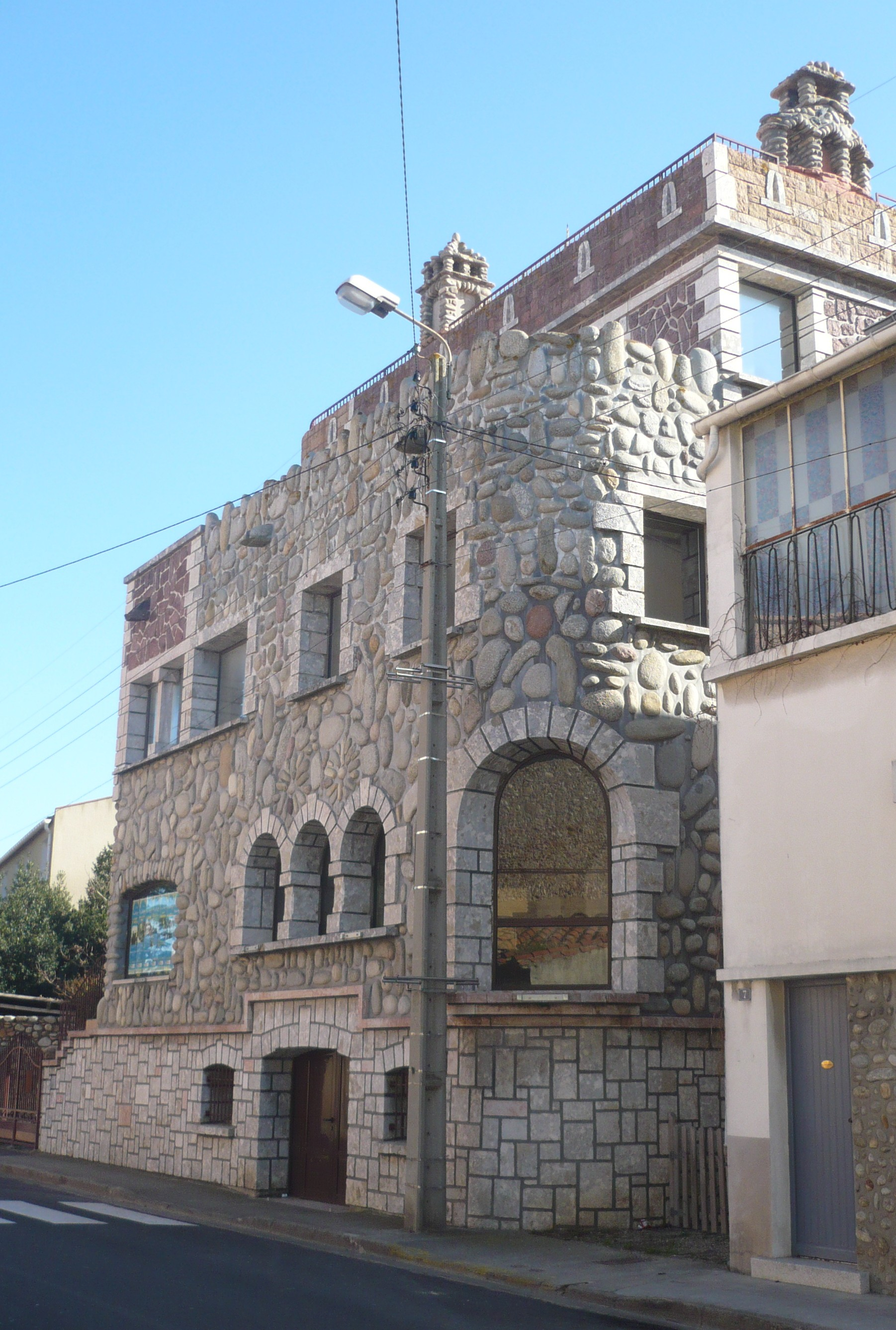
La Casa Carrère.

### Équipements culturels

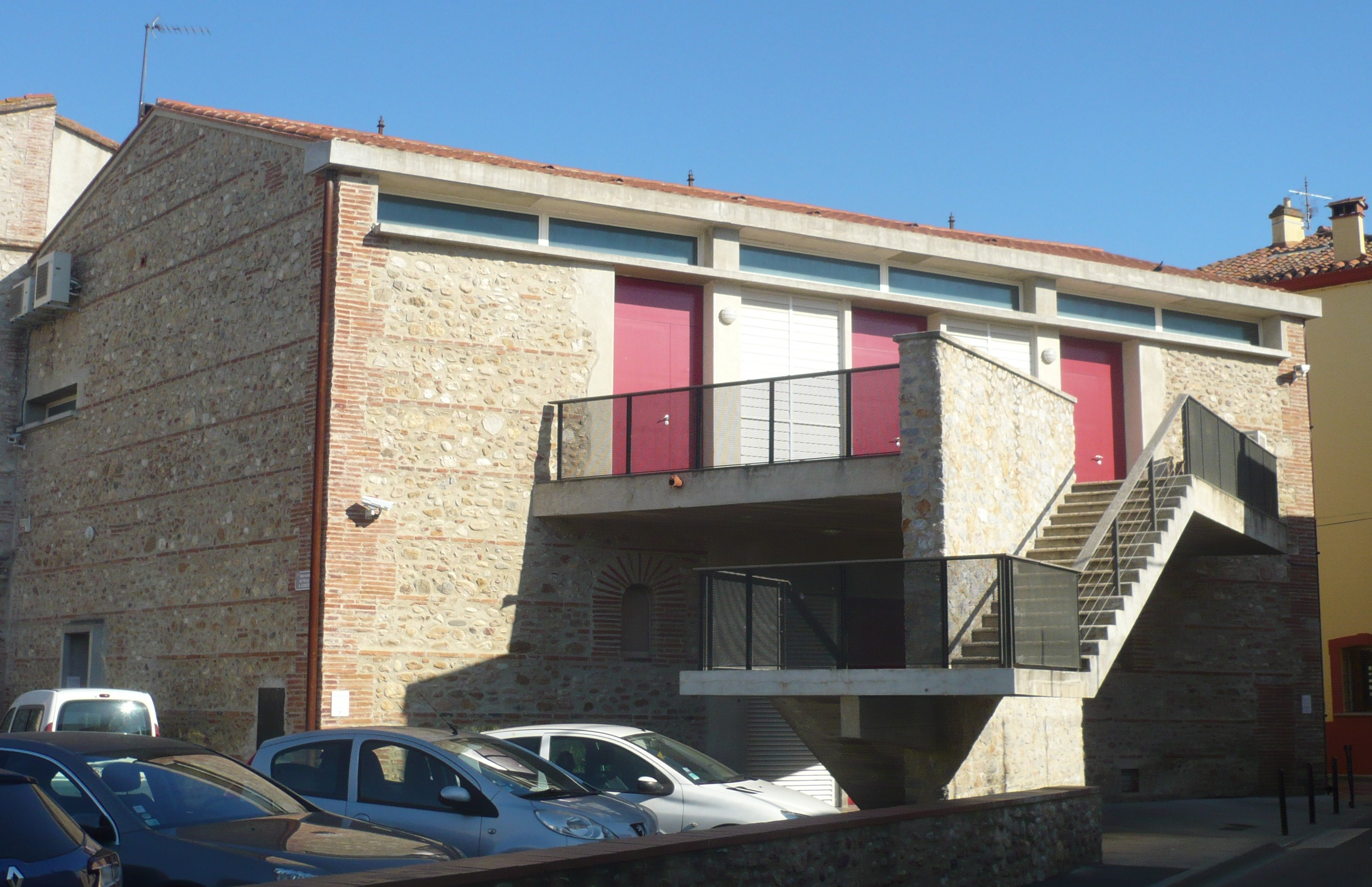
Centre culturel de Bages.

- Centre culturel : salle de conférence et médiathèque.

### Personnalités liées à la commune
- Louis Noguères (1881-1956) : homme politique et résistant mort à Bages ;
- Fernand Olive (1891-1949) : général né et enterré à Bages ;
- Henri Noguères (1916-1990) : homme politique, journaliste, avocat et historien, né à Bages ;
- Élie Brousse (1921-2019) : joueur de rugby à XIII né à Bages ;
- Jean-Pierre Serre (1926-) : mathématicien né à Bages ;
- Joseph Galy (1929-1997) : joueur de rugby à XV né à Bages ;
- Claude Barate (1943-) : homme politique né à Bages.

### Héraldique
| Blason de Bages | Blason  | Écartelé: aux 1er et 4e d'azur à la croix tréflée d'argent et vidée du champ, aux 2e et 3e d'azur à cinq fleurs de lis d'argent ordonnées en sautoir. |
| Blason de Bages | Détails | Le statut officiel du blason reste à déterminer. |
| Blason de Bages | Alias   | D'azur semé de fleurs de lys d'or. |